# Атол Рокас
Атол Рокас (порт. Atol das Rocas) атол у Атлантском океану, припада бразилског држави Рио Гранде до Норте. Налази се око 260 километара североисточно од града Натал и 145 км северозападно од архипелага Фернандо де Нороња.

## Географија атола
Атол Рокас је вулканског порекла са коралним гребенима и врло је важан као хранилиште и мрестилиште туна, ајкула и других морских животиња. У време осеке атол се претвара у прекрасан крајолик са лагунама препун рибама.
Атол Рокас и острва Фернандо де Нороња су природни резервати укупне површине 422,7 м² и чини више од 50% јужноатлантских острвских површина, па су пресудни за одржавање биоразноликости целог јужног Атлантика. Због тога су заједно уписани на Унесков списак места светске баштине 2001. године.
Атол је дуг 3,7 и широк 2,5 км, а његова лагуна је дубока 1-6 м и има површину од 7,5 км². Највиша тачка је пешчани нанос висине 3-6 м (зависно од плиме и осеке), док је остала површина острва прекривена зељастим биљкама отпорним на со, грмовима и малобројним палмама међу којима обитавају ракови, пауци, шкорпије, инсекти и велик број различитих врста птица. Око атола живи велики број морских корњача, ајкула и делфина.
Захваљујући својој забачености атол је готово недирнут људским деловањем. Једина грађевина на острву је светионик бразилске војске из 1960-их који се налази на крају залива Фарол, у близини рушевине старог светионика из 1933. године.